# Giulio Pellegrino
Giulio Pellegrino (Cuneo, 18 febbraio 1915 – Cuneo, 20 luglio 2001) è stato un calciatore italiano, di ruolo attaccante.

## Caratteristiche tecniche
Giocava come ala destra.

## Carriera
Dal 1934 al 1937 ha giocato con la Nissena in Prima Divisione, la terza serie dell'epoca; nel 1937 è passato al Torino, con la cui maglia nella stagione 1937-1938 ha giocato una partita in Serie A ed una partita in Coppa Italia, senza mai segnare; è poi stato riconfermato anche per la stagione successiva, chiusa dai granata al 2º posto in classifica in Serie A, campionato in cui Pellegrino ha disputato una partita. Nella stagione 1939-1940 ha segnato 3 gol in 11 presenze al Savona in Serie C, categoria in cui ha giocato anche l'anno seguente con l'Ilva Savona e poi dal 1941 al 1943 con la maglia del Cuneo, squadra della sua città natale. Ha giocato con i biancorossi anche in Divisione Nazionale nella stagione 1943-1944, nel quale ha messo a segno 2 reti nelle 15 partite disputate. Dopo la fine della Seconda guerra mondiale è rimasto ancora al Cuneo, con cui ha disputato un ulteriore campionato in Serie B/C Alta Italia, nel quale ha totalizzato 15 presenze e 6 reti; l'anno seguente ha invece segnato una rete in 22 presenze in Serie C, sempre col Cuneo. Nella stagione 1947-1948 ha giocato in Serie C col Mondovì. Dal 1948 al 1952 ha vestito nuovamente la maglia del Cuneo, con cui ha giocato quattro campionati consecutivi in Promozione segnando in tutto 49 reti in 72 partite.

## Palmarès

### Club

#### Competizioni nazionali
- Serie C: 2

Savona: 1939-1940
Cuneo: 1941-1942